# Thamnotettix atrifrons
Thamnotettix atrifrons är en insektsart som beskrevs av Claudius Rey 1891. Thamnotettix atrifrons ingår i släktet Thamnotettix och familjen dvärgstritar. Inga underarter finns listade i Catalogue of Life.